# Store Kirkestræde
Store Kirkestræde er en gade i Indre By i København mellem Nikolaj Plads og Højbro Plads. Gaden er opkaldt efter den tidligere Nikolaj Kirke, nu Nikolaj Kunsthal, som den fører hen til.
Oprindeligt udgjorde Store Kirkestræde og den parallelle Østergade et bredt torv i forlængelse af Amagertorv, men i 1400-tallet blev de til selvstændige gader. I 1400- og 1500-tallet var Store Kirkestræde og den parallelle Lille Kirkestræde kendt under forskellige varianter af "det stræde som man går af Amagertorv og til sankt Nikolaj kirke" og "det lille stræder som løber fra Amagertorv og op til sankt Nikolaj Kirke". I 1601 kaldes gaden "det store sankt Nikolaj kirkestræde". I 1643 ses begyndelsen til det nuværende navn i formen "Storkierchestræde".

## Bygninger
Det er kun bygningerne på den sydlige side, der har adresse til gaden. Den trefløjede rødstensejendom Store Kirkestræde 1 / Nikolaj Plads 26 / Lille Kirkestræde 2 blev opført i 1901-1902 for I. Chr. Petersens Papirhandel efter tegninger af Caspar Leuning Borch og Philip Smidth. Hjørnet af Store Kirkestræde og Nikolaj Plads er fremstående med et søjlerelief omkring indgangen til den stadig eksisterende papirhandel. En mindeplade på siden mod Nikolaj Plads fortæller, at ejendommen hedder Hvælvingen efter en gade, der nu er indgået i pladsen.
Den hvidkalkede naboejendom Warburgs Hus i Store Kirkestræde 3/Højbro Plads 3 er et århundred ældre. Den blev opført 1798-1799 for købmanden og strømpefabrikanten Aron Leon Warburg. På siden mod Store Kirkestræde er der en indskrift med teksten "Warburgs Hus gjenopført 1798", så den har tilsyneladende erstattet en ejendom af samme navn, der er gået til ved Københavns Brand 1795. Den nuværende bygning blev fredet i 1964. Blandt bygningens tidligere beboere var organisten og komponisten C.E.F. Weyse, der boede her fra 1804 til 1814. I dag ligger værtshuset Toga Vinstue, der ofte besøges af politikere og politisk interesserede, i stueetagen mod Store Kirkestræde. I etagerne over stuen er de tidligere beboelseslejemål i dag lavet om til erhvervslejemål.
På den nordlige side ligger der et gult treetages hjørnehus med adressen Nikolaj Plads 24. Den blev opført for J.N. Schwartzacker i 1796-1797. I forlængelse af det ligger et gråt treetages forhus langs med Store Kirkestræde. Det blev opført i 1796-1797 for fiskehandler Ib C. Pinvig, der også stod bag en tilstødende ejendom bagtil på Østergade 59. På de to huse mod Store Kirkestræde er der malet en lang frise i stueetagen med kendte steder fra rundt om i verdenen. Her ses for eksempel Paris med Eiffeltårnet, Egypten med pyramiderne og Operahuset i Sydney. København med Rundetårn ses også.
Ved Højbro Plads ligger forretningsejendommen Højbrohus med adressen Østergade 61. Den blev opført efter tegninger af Richard Bergmann i 1896. Den er holdt i renæssancestil med karnapper og små tårne med spir, især på hovedfacaden på Nikolaj Plads hvor de øverste dele dog er ren kulisse. Siden mod Store Kirkestræde er knap så imponerende, idet der er et længere indhak i bygningen over stueetagen, hvilket har givet plads til en terrasse udfor førstesalen.